# Susanna e i vecchioni (Tintoretto)
Susanna e i vecchioni è un dipinto a olio su tela (147x194 cm) realizzato nel 1557 circa dal pittore italiano Tintoretto. È conservato nel Kunsthistorisches Museum di Vienna.

## Descrizione

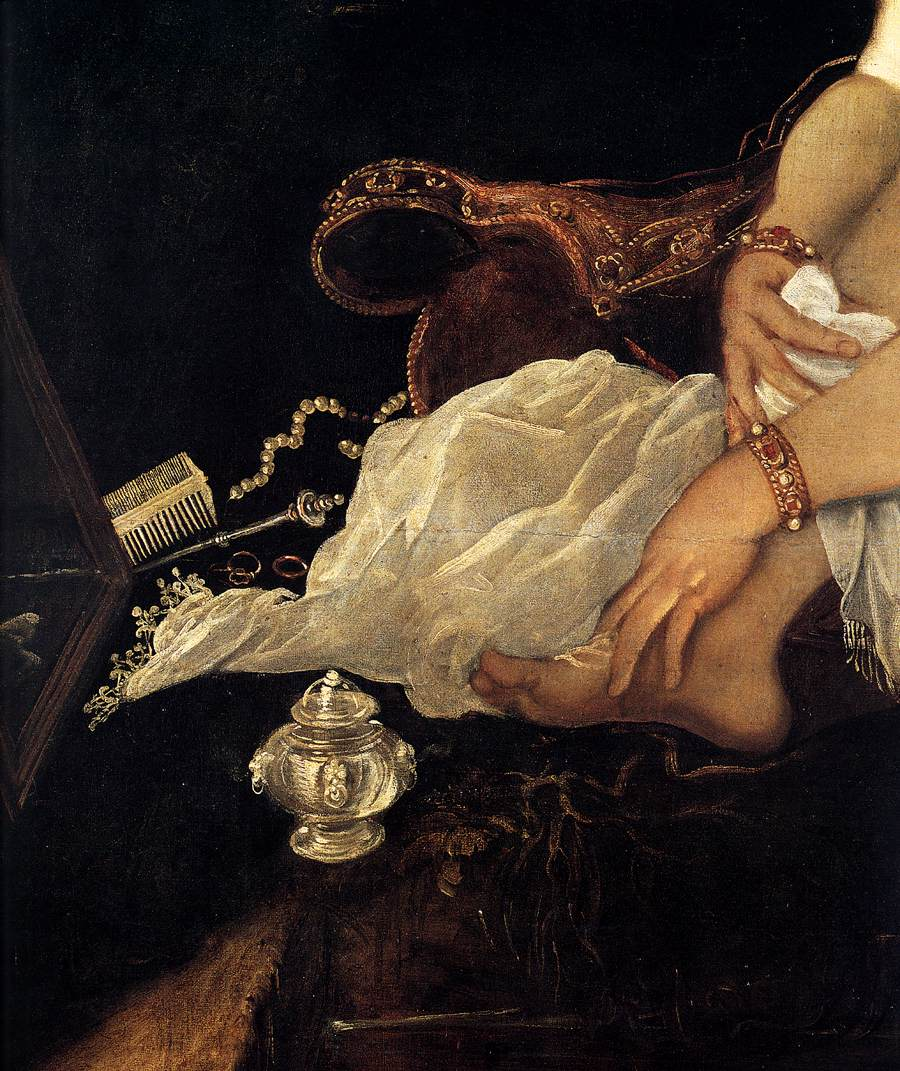
dettaglio

L'opera raffigura Susanna, la cui storia è narrata nella versione greca del Libro di Daniele. Susanna è nel giardino di suo marito e si sta preparando per un bagno. Si siede completamente nuda a destra nel dipinto su una pietra sotto un albero e si guarda allo specchio, che è appoggiato a una siepe di rose in fiore tra due alberi. Il tronco dell'albero anteriore si estende come una linea su tutta l'altezza dell'immagine e la divide in due sezioni: una a sinistra, che copre solo il 20 percento dell'area dell'immagine, e una a destra molto più grande, che occupa circa 80 percento. La luce del sole cade su parti del viso e del corpo di Susanna, che Tintoretto ha sviluppato come un effetto chiaroscuro. La giovane si sporge leggermente in avanti, tirando la gamba destra verso la parte superiore del corpo con le braccia. Nella mano destra tiene un panno bianco chiaro, foderato di pizzo e frange dorate, che gioca attorno alla sua gamba destra. Il piede sinistro di Susanna è immerso nell'acqua fino al polpaccio. I suoi capelli biondi sono intrecciati in modo elaborato, un anello con una perla bianca pende sull'orecchio sinistro e indossa un braccialetto su ogni polso. Accanto allo specchio sono i gioielli che ha tolto, due anelli d'oro, la collana di perle, la forcina, il pettine e un barattolo per l'unzione bianco. Dietro Susanna si può vedere il suo prezioso abito rosso ricamato, che crea un contrasto di colore con gli elementi bianchi.
Due vecchi emergono - non notati da Susanna - come guardoni da entrambi i lati del muro di rose. Uno degli uomini si guarda intorno alla siepe di rose sullo sfondo. Il secondo, un uomo calvo con la barba bianca, vestito con una veste rosso salmone, striscia da dietro la griglia. Le sue guance sono accese di rosso, tiene saldamente lo sguardo lussurioso sulla superficie dell'acqua, in cui probabilmente si riflette la parte inferiore del corpo di Susanna.
Una gazza è seduta su un ramo a destra sopra Susanna, dietro di essa si può vedere un arbusto di sambucus. Una famiglia di anatre nuota nel fiume a destra dietro uno dei vecchi. Lo stretto giardino con piscina è delimitato da una staccionata in legno oltre alla siepe di rose. I pali nella zona d'ingresso sono progettati come cariatide. Attraverso l'ingresso, la vista si apre su un ampio giardino con un fiume, prati e boschi. Sulla sponda del fiume sullo sfondo su può vedere un cervo e una cerva. Uno sguardo più ravvicinato rivela in alto a sinistra il profilo di una città circondata dall'acqua, che è probabilmente la città lagunare di Venezia - la patria di Tintoretto.
Le tre figure sono integrate in una composizione triangolare, la cui punta si è spostata leggermente a destra dall'asse centrale dell'immagine.

## Interpretazione

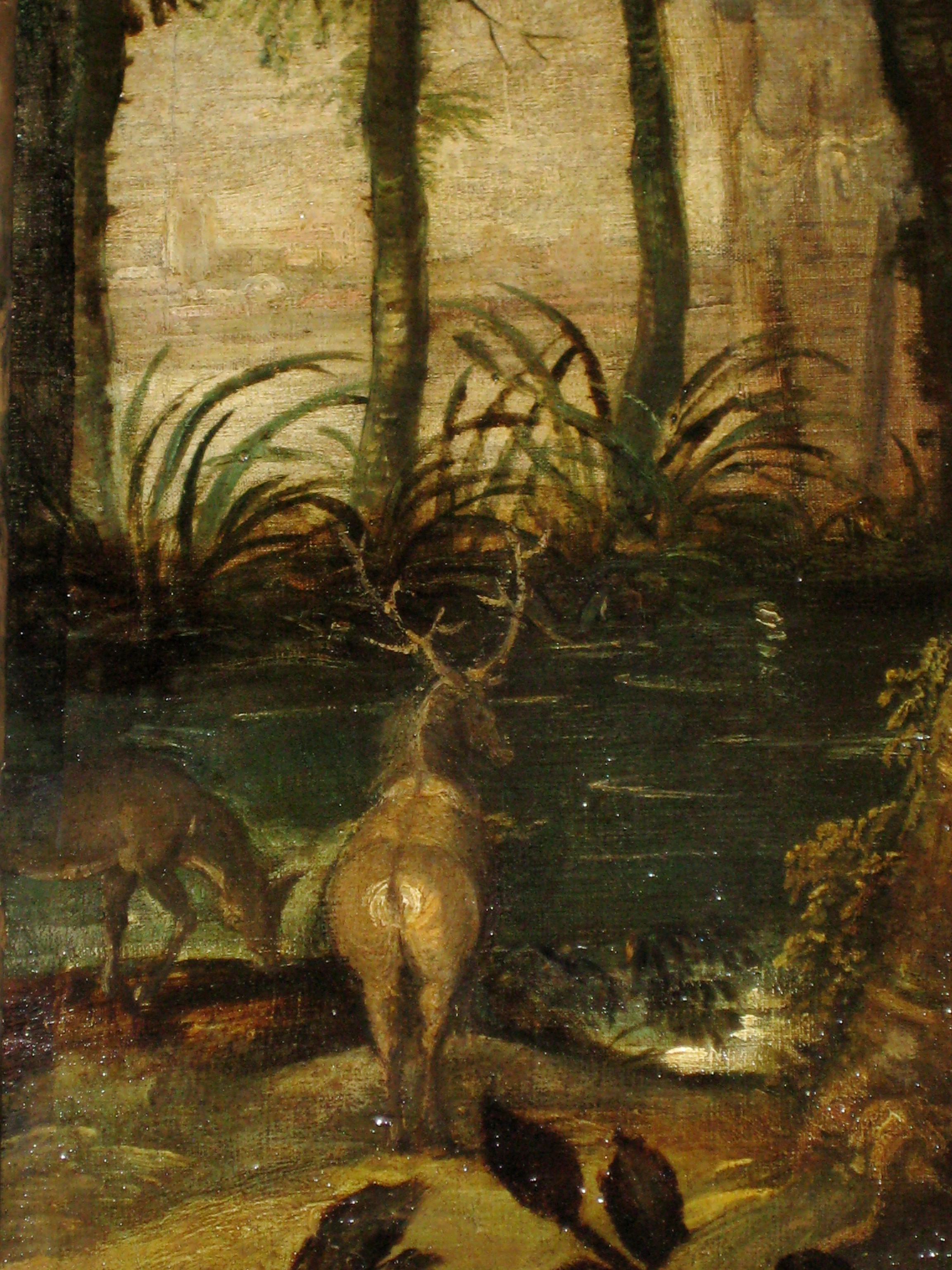
dettaglio: cervo e cerva in primo piano, dietro alberi e contorno di Venezia

Nella storia biblica, i due anziani spiano la giovane Susanna, nascondendosi nel giardino del marito. Quando lei li scopre tentano di ricattarla per fare in modo che lei si conceda a loro: o lei accetterà di fare ciò che vogliono, oppure diranno di averla scoperta con un amante. Susanna si rifiuta e i due uomini la accusano pubblicamente di adulterio, portandola ad affrontare una condanna a morte, fino a quando il profeta Daniele non rivela finalmente la verità e prova l'innocenza di Susanna. Gli anziani vengono giustiziati.
Per la sua rappresentazione del soggetto, Tintoretto sceglie una scena in cui Susanna sembra così assorbita dal suo riflesso che non nota i due vecchi in agguato, voyeuristici e diffamatori. Inoltre, l'artista usa la tecnica del Chiaroscuro per disegnare l'atto di Susanna in modo così evidente che lo spettatore stesso diventa un voyeur.
Per chiarire il messaggio morale contenuto nella narrazione biblica, Tintoretto fa uso di simboli di animali e di colore. La gazza rappresenta l'imminente diffamazione, le anatre per la lealtà, le rose per la lussuria. Il bianco dei fiori di sambuco e degli oggetti accanto a Susanna rappresenta l'innocenza e la purezza. La veste rossa dell'vecchio segnala pericolo e lussuria. Il cervo è sinonimo di desiderio e lussuria.
Il tronco d'albero anteriore divide il dipinto in due parti, che potrebbero essere interpretate come due scene. La rappresentazione a forma di contorno di Venezia nella parte sinistra più piccola del quadro suggerisce che il bagno Susanna nella parte destra più grande simboleggia la città lagunare di Venezia. Inoltre, il cervo può essere usato come un segno di desiderio in relazione agli eventi politici al momento della creazione del dipinto di Tintoretto: verso la metà del XVI secolo, Venezia fu minacciata dall'esterno dagli Ottomani sotto Solimano il Magnifico, perché dalla Battaglia di Prevesa è stata la flotta ottomana la principale potenza navale nel Mediterraneo.  Il dominio di Suleyman si estende anche all'area dell'ex Babilonia, dove si svolge la narrazione biblica raffigurata da Tintoretto. Di conseguenza, i due vecchi nel dipinto sono emblematici degli ottomani che desiderano una bella e ricca Venezia.
Con Susanna come rappresentazione personificata di Venezia e il cervo come simbolo di lussuria, il quadro potrebbe anche essere interpretato come una critica nascosta della società veneziana ai tempi di Tintoretto. Le numerose prostitute della città furono trasformate in capri espiatori di malattie veneree come la sifilide, che perseguitava Venezia sotto forma di epidemie fatali. Susanna è considerata innocente sia nella narrazione biblica che nell'immagine di Tintoretto. In senso figurato, ciò potrebbe significare che Tintoretto non denuncia le prostitute di Venezia, ma gli uomini che - nonostante la minaccia di infezione che indulgono persistentemente nella loro lussuria - usano i loro servizi, ma spostano la colpa delle malattie a trasmissione sessuale sulle donne.

## Storia
Susanna e i vecchioni del 1555/56 è una delle numerose opere sullo stesso argomento dello studio dell'artista veneziano. Le immagini sono esposte al Louvre di Parigi, al Museo del Prado, alla National Gallery di Washington e in una collezione privata non identificata.

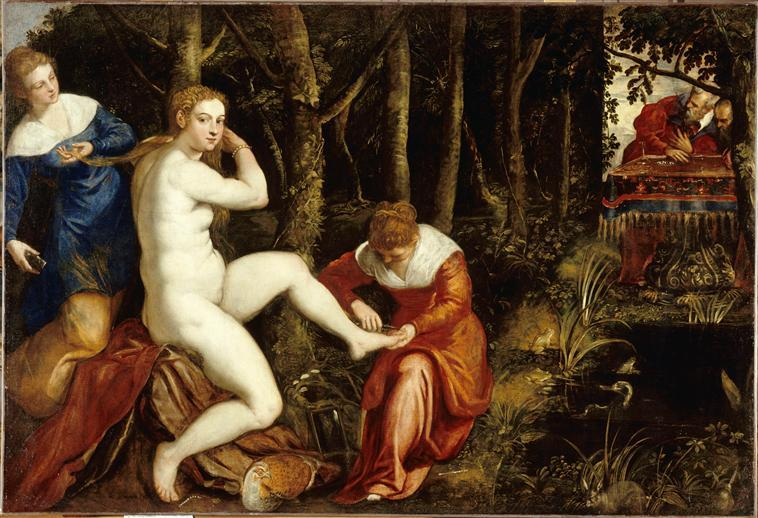
J. T.: Susanna e i vecchioni (c. 1550–1560), Louvre
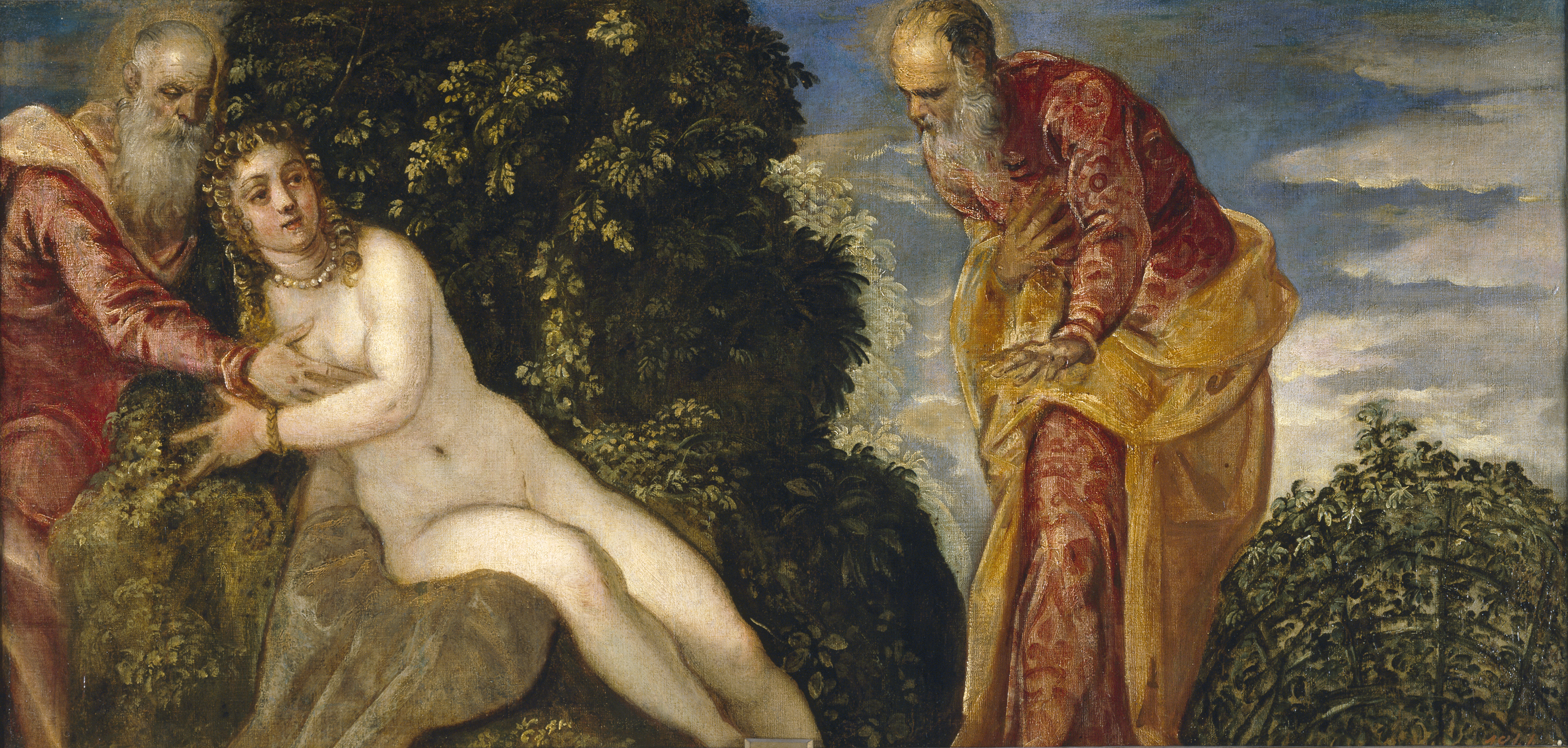
J. T.: Susanna e i vecchioni (c. 1552–1555), Museo del Prado
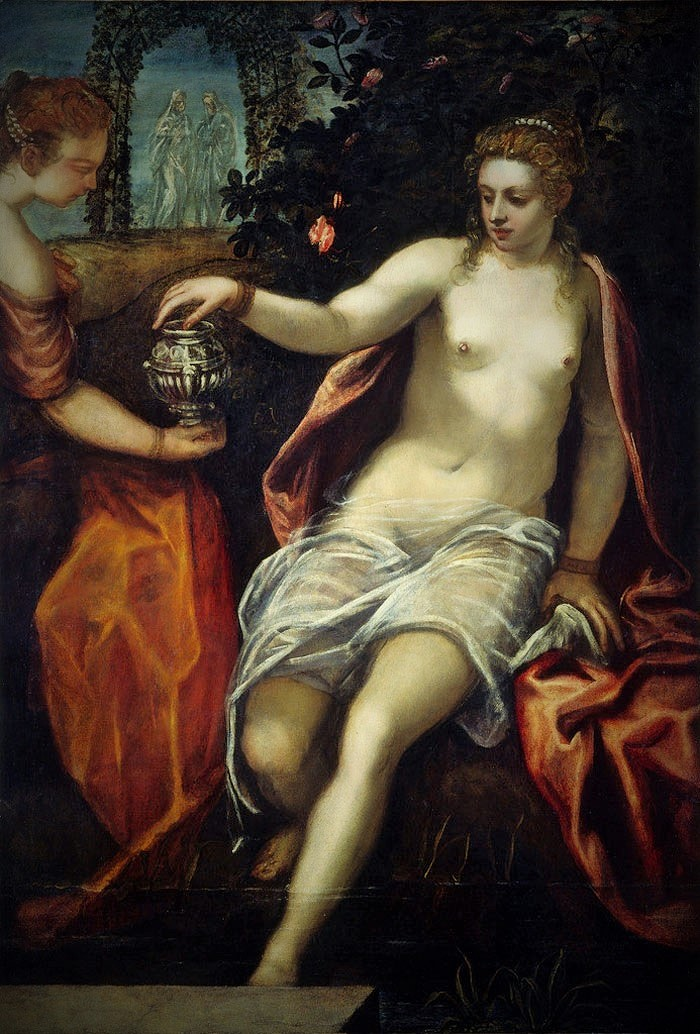
Domenico T./studio J. T.: Susanna, c. 1580, NGA